# Kilpisjärvi

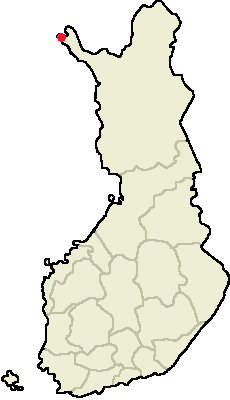
Localisation de Kilpisjärvi

Kilpisjärvi (en Same du Nord: Gilbbesjávri) est un village de la municipalité d'Enontekiö, situé à l'extrême nord-ouest de la Finlande.

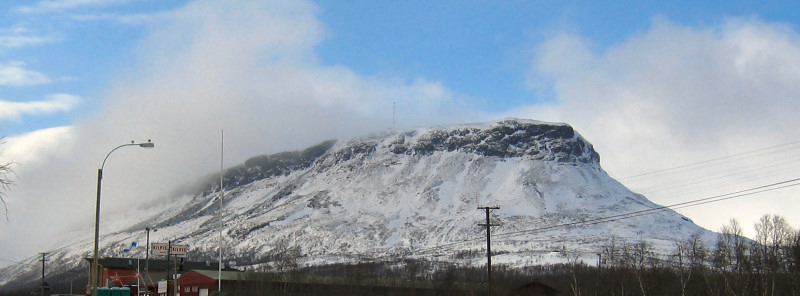
Vue du mont Saana depuis Kilpisjärvi

## Géographie
Kilpisjärvi est à 15 kilomètres environ du tripoint avec la Suède et la Norvège, matérialisé par le cairn des Trois Royaumes. C'est le troisième plus important village de la commune, après Hetta et Kaaresuvanto, sa population stagne autour de 110-120 habitants majoritairement Saamis. C'est aussi un des villages les plus élevés de Finlande, à environ 500 mètres d'altitude, dans un paysage montagneux comme nulle part ailleurs dans le pays.
Le village, très étendu, est bordé par le lac du même nom et dominé par le mont Saana. Il est traversé par la nationale 21 (route européenne E08), appelée route du bras par les Finlandais, car cette région évoque la forme d'un bras rajouté à la Finlande. La route conduit au poste frontière norvégien à la sortie du village.

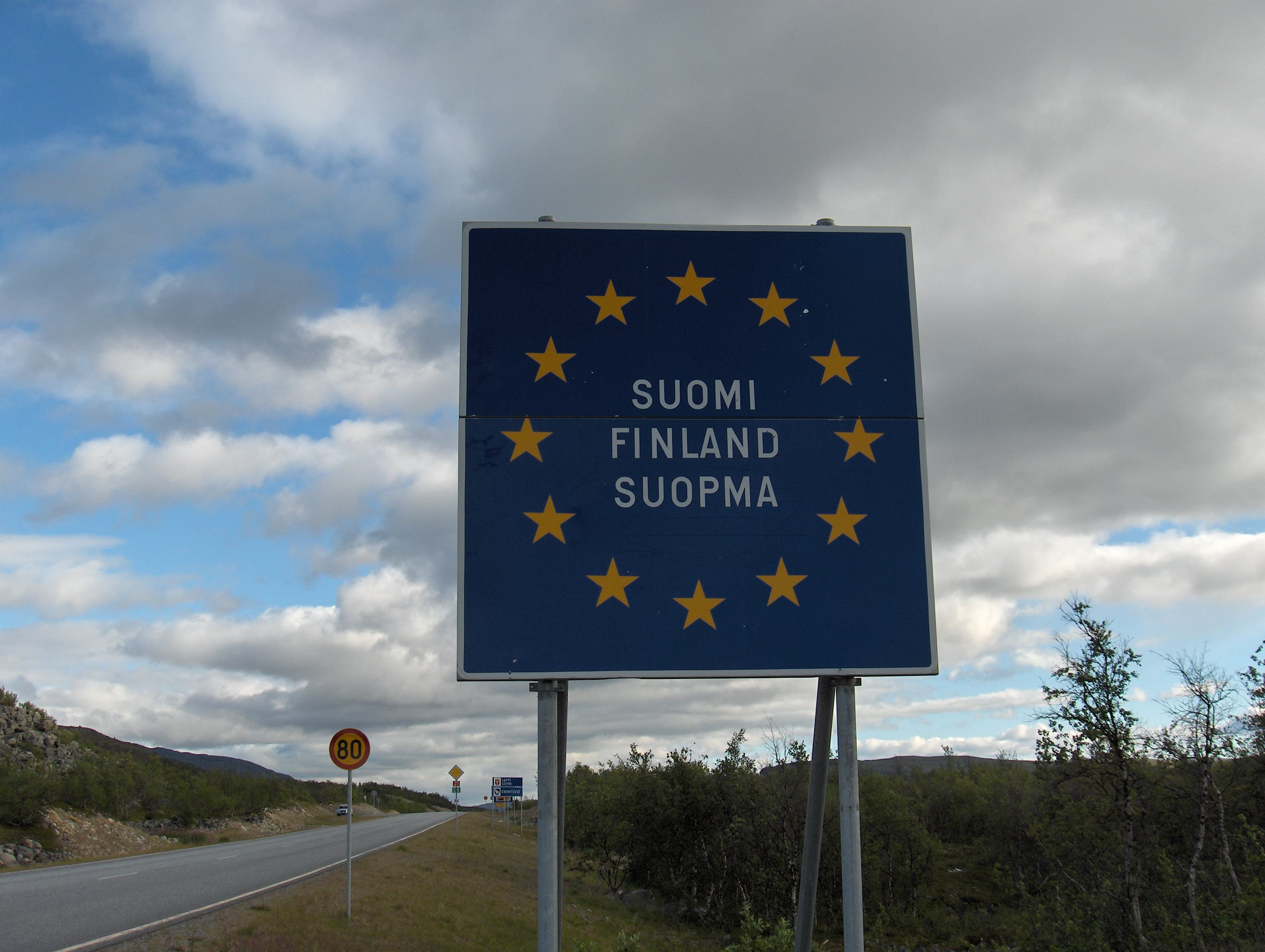
Panneau trilingue (finnois, suédois et same) marquant la frontière près de Kilpisjärvi.

On trouve à Kilpisjärvi deux hôtels, un centre de randonnée, une école et quelques modestes commerces et installations touristiques. On y trouve également une station de recherche de l'Université d'Helsinki.

## Transports
C'est le village le plus isolé de Finlande, à 105 km de Kaaresuvanto et 180 km de Hetta, le centre administratif de la municipalité. La ville norvégienne de Tromsø n'est qu'à 160 km.
La route nationale 21 traverse Kilpisjärvi.